# Musée des Beaux-Arts de Lyon
Musée des Beaux-Arts de Lyon − muzeum sztuki we francuskim mieście Lyon.
Muzeum mieści się w starym klasztorze benedyktynów z XVII i XVIII wieku w pobliżu placu Terreaux. W swoich zbiorach ma kolekcje od starożytnych zabytków Egiptu do eksponatów pochodzących z XX wieku.

## Kolekcja
W muzeum znajdują się dzieła europejskich malarzy z okresu od XIV do XX wieku. Kolekcja mieści się w 35 salach wystawowych. Można obejrzeć prace m.in.:
- malarstwo francuskie: Nicolas Poussin, Simon Vouet, Philippe de Champaigne, Eustache Lesueur, Charles Le Brun, Hyacinthe Rigaud, François Boucher, Jean-Baptiste Greuze, Joseph Vernet, Ingres, Théodore Géricault, Delacroix, Degas, Auguste Renoir, Manet, Paul Cézanne, Gauguin, Vincent van Gogh;
- malarstwo włoskie od XIV do XVIII w: (Pietro Perugino, Lorenzo Costa, Veronese, Jacopo Tintoretto, Antonio Allegri da Correggio, Guido Reni, Domenichino, Pietro da Cortona, Giovanni Francesco Barbieri, Salvator Rosa, Luca Giordano, Giovanni Antonio Canal, Francesco Guardi, Giovanni Domenico Tiepolo;
- malarstwo hiszpańskie: El Greco, Jusepe de Ribera, Francisco de Zurbarán;
- malarstwo niemieckie, holenderskie i flamandzkie: Lucas Cranach starszy, Quentin Massys, Peter Paul Rubens, Antoon van Dyck, Jacob Jordaens, Rembrandt;

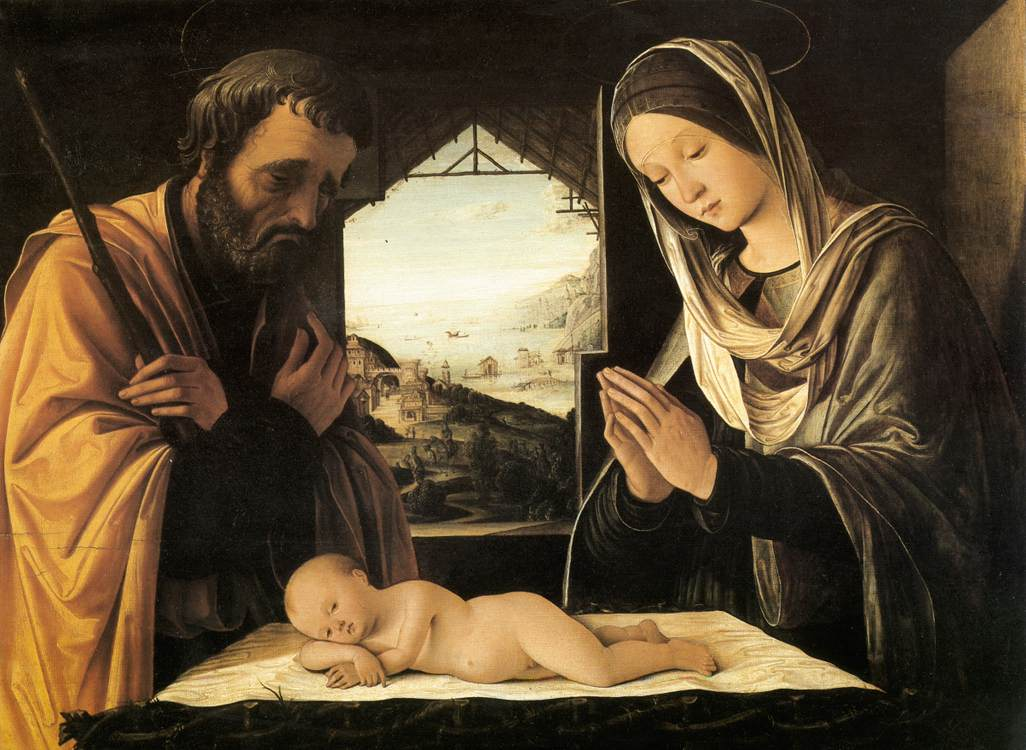
The Nativity, Lorenzo Costa (ok.1490)
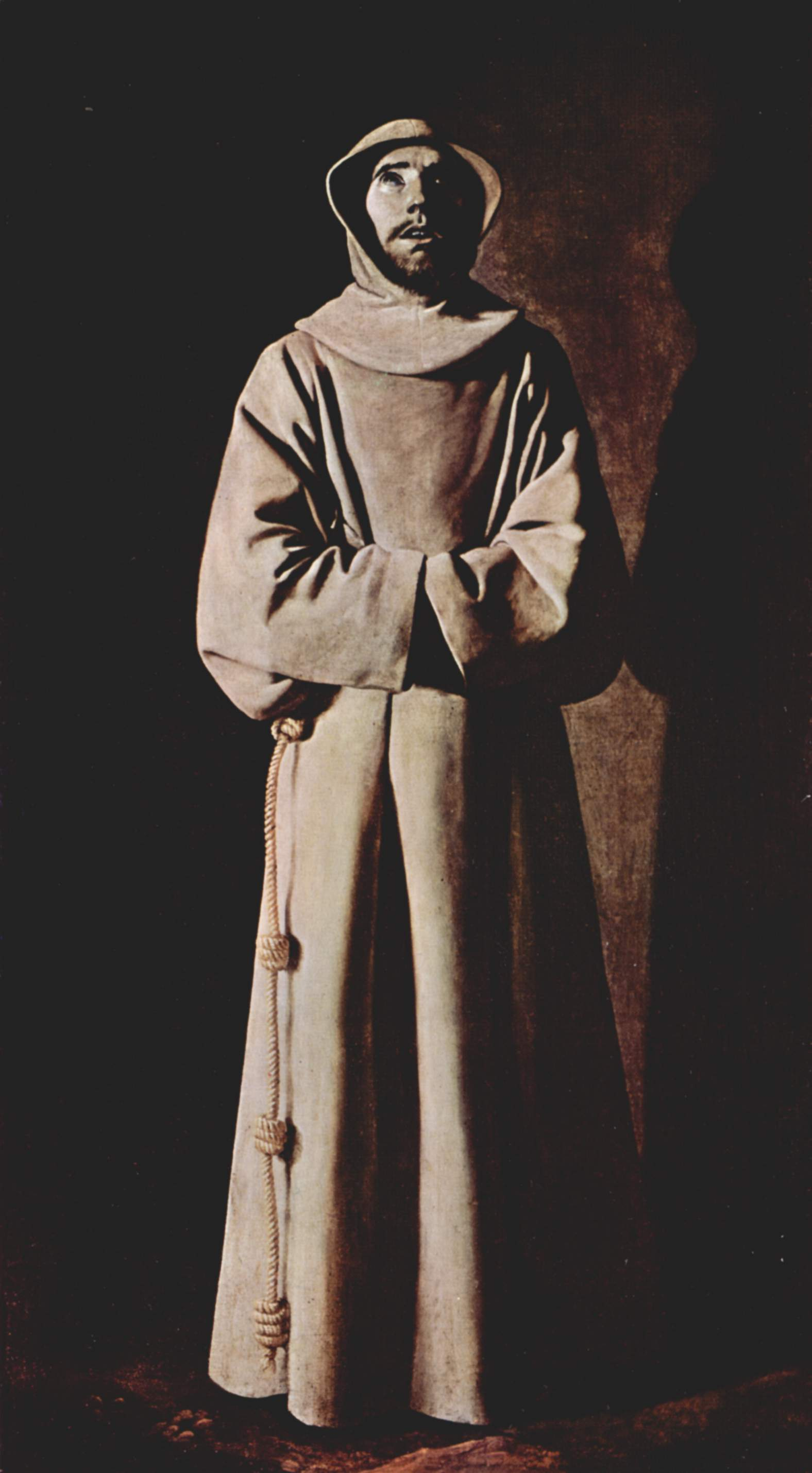
Święty Franciszek, Francisco de Zurbarán (ok. 1645)
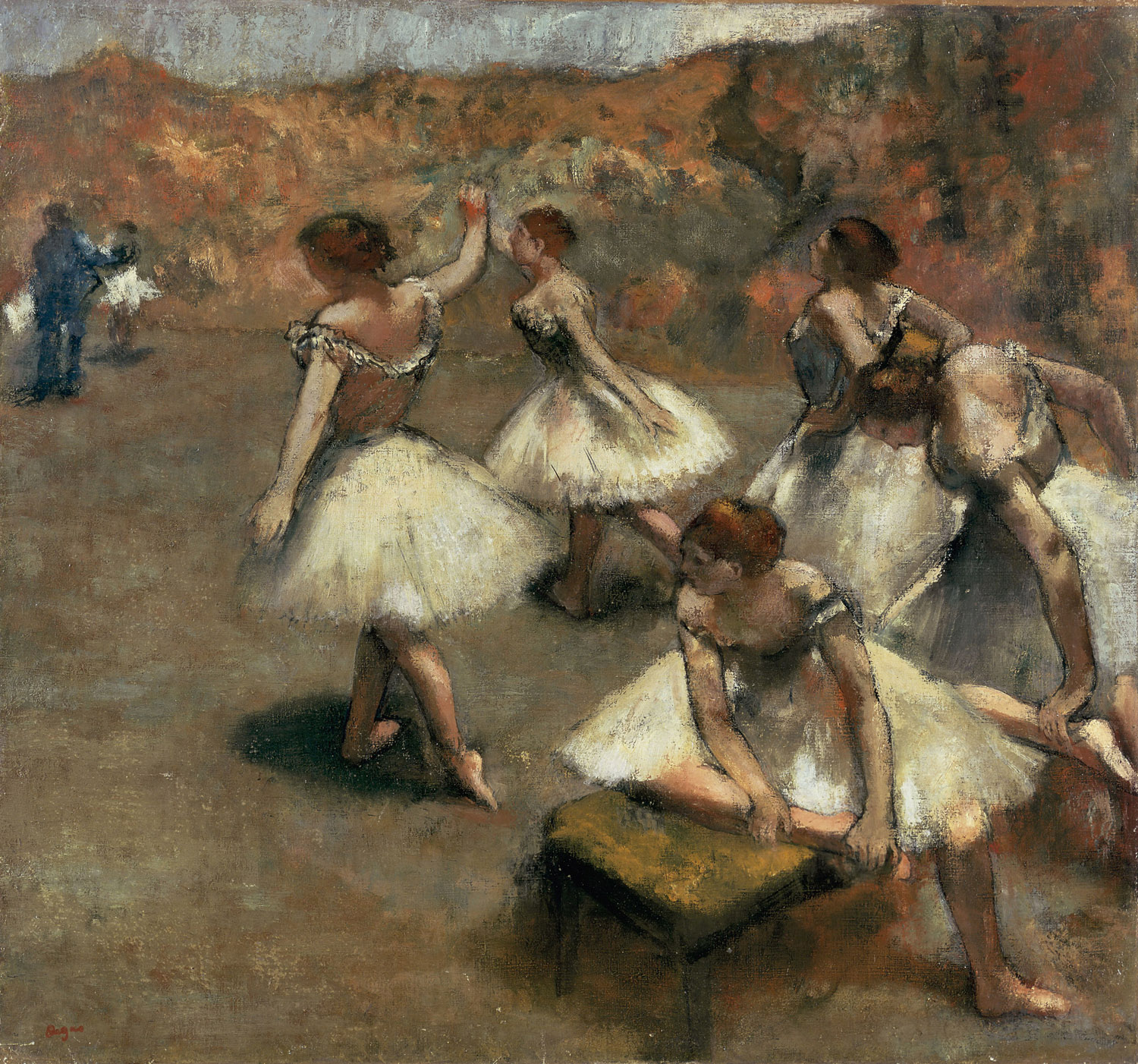
Danseuses sur scène, Edgar Degas (ok. 1889)